# Patrice Rushen
Patrice Louise Rushen (Los Angeles, 30 de setembro de 1954) é uma compositora, pianista e cantora estadunidense.

## Discografia
| Ano  | Álbum                                          | Billboard 200 (Pop Albums) | Top R&B/Hip-Hop Albums (Black Albums) | Top Jazz Albums (Jazz Albums) | Top Contemp. Jazz |
| ---- | ---------------------------------------------- | -------------------------- | ------------------------------------- | ----------------------------- | ----------------- |
| 1974 | Prelusion                                      |                            |                                       |                               |                   |
| 1975 | Before the Dawn                                |                            | 48                                    | 14                            |                   |
| 1976 | Shout It Out                                   | 164                        |                                       | 16                            |                   |
| 1976 | Let There Be Funk: The Best Of Patrice Rushen  |                            |                                       | 42                            |                   |
| 1978 | Patrice                                        | 98                         | 27                                    | 5                             |                   |
| 1979 | Pizzazz                                        | 39                         | 11                                    | 2                             |                   |
| 1980 | Posh                                           | 71                         | 23                                    |                               |                   |
| 1982 | Straight from the Heart                        | 14                         | 4                                     |                               |                   |
| 1984 | Now                                            | 40                         | 7                                     | 7                             |                   |
| 1985 | Anthology of Patrice Rushen                    |                            |                                       |                               |                   |
| 1987 | Watch Out!                                     | 77                         | 19                                    |                               | 17                |
| 1990 | The Meeting                                    |                            |                                       | 17                            |                   |
| 1994 | Anything But Ordinary                          |                            |                                       |                               |                   |
| 1996 | Haven't You Heard - The Best of Patrice Rushen |                            |                                       |                               |                   |
| 1997 | Signature                                      |                            |                                       |                               | 9                 |
| 2002 | The Essentials: Patrice Rushen                 |                            |                                       |                               |                   |